# Furia à Bahia pour OSS 117
Série
Banco à Bangkok pour OSS 117
(1964) Atout cœur à Tokyo pour OSS 117
(1966)
Pour plus de détails, voir Fiche technique et Distribution.
Furia à Bahia pour OSS 117 est un film d'espionnage franco-italien réalisé par André Hunebelle, sorti en 1965.

## Synopsis
L'Amérique latine, et singulièrement le Brésil, est en proie à une agitation certaine : des hommes politiques sont assassinés lors d'attentats-suicides perpétrés par des meurtriers kamikazes agissant comme en état d’hypnose. Hubert Bonnisseur de la Bath, alias OSS 117, est envoyé sur place par la CIA pour enquêter.

## Fiche technique
- Titre original : Furia à Bahia pour OSS 117
- Réalisation : André Hunebelle
- Réalisation de la seconde équipe (extérieurs) : Jacques Besnard et Michel Lang
- Scénario : Pierre Foucaud, André Hunebelle et Jean Halain d'après Dernier quart d'heure de Jean Bruce (Presses de la Cité, 1955)
- Adaptation : Jean Halain, Pierre Foucaud
- Dialogues : Jean Halain
- Décors : Paul-Louis Boutié, assisté de Henri Sonois
- Costumes : Mireille Leydet et Réal pour les robes de Mylène Demongeot
- Photographie : Marcel Grignon
- Chef Électricien : Marcel Policard
- Son : René-Christian Forget
- Perchman : Jean-Jack
- Montage : Jean Feyte
- Coordinateur des combats et des cascades : Claude Carliez et son équipe
- Scripte : Charlotte Lefèvre
- Accessoiristes : François Suné, Michel Suné
- Musique : Michel Magne
- Production : André Hunebelle[2], Paul Cadéac[2],[3], Luciano Ercoli[2],[4], Pietro Bregni[2], Marcello Danon[2], Alberto Pugliese[4]
- Studios : Studios de Saint-Maurice (Franstudio)
- Sociétés de production : 
  -  Gaumont, Production Artistique et Cinématographique, CICC
  -  Da. Ma. Produzione, Produzioni Cinematografiche Mediterranee
- Sociétés de distribution : Valoria Films (France), Gaumont[5] (France), Carlotta Films[6] (France)
- Pays d'origine : France, Italie
- Langue originale : français
- Format : couleur (Eastmancolor) — 35 mm — 2.35:1 (Franscope) — son monophonique
- Genre : aventure, espionnage
- Durée : 102 minutes
- Date de sortie : France : 2 juillet 1965
- (fr) Classification et visa CNC : mention « tous publics », visa d'exploitation no 29943 délivré le 1er juillet 1965

## Distribution
- Frederick Stafford (VF : Jean-Pierre Duclos) : Hubert Bonisseur de La Bath, alias OSS 117
- Mylène Demongeot : Anna-Maria Sulza
- Raymond Pellegrin : Leandro Oliveira
- Perrette Pradier : Consuela Moroni I
- Annie Anderson : Consuela Moroni II
- Jacques Riberolles : Miguel Sulza
- François Maistre : Carlos
- Yves Furet : Clark
- Guy Delorme : Karl
- Jean Pierre-Janic : Ludwig
- Yvan Chiffre : un homme de main de Leandro
- André Cagnard : un tueur chez Ellis
- Guy Fox : (?)
- Gérard Moisan : cascadeur pour Frederick Stafford
- Rico Lopez : un tueur chez Ellis
- Henri Attal : un tueur
- Adjudo Ribeiro : Enrique Salerno
- Dominique Zardi : un tueur

Non crédités
- Antoine Baud : un homme de main de Carlos
- Claude Carliez : Thomas Ellis
- Jean Minisini : un tueur chez Ellis
- Richard Saint-Bris : le directeur de l'hôtel
- Gilbert Servien : le réceptionniste de l'hôpital
- Michel Thomass : le client russe
- Eric Vasberg : un homme de main de Leandro

## Production

### Casting
- André Hunebelle a décidé d'évincer Kerwin Mathews, devenu trop « gourmand » sur son cachet, qui tenait le rôle-titre dans les deux films précédents de la série, OSS 117 se déchaîne (1963) et Banco à Bangkok pour OSS 117 (1964), pour le remplacer par Frederick Stafford, un inconnu qui effectuait ses premiers pas au cinéma[7].

- Frederick Stafford présenté par sa partenaire Mylène Demongeot[8] : « Frederick Stafford, représentant en pharmacie que Hunebelle, ravi de sa découverte, a déniché dans un hôtel où ils passaient leurs vacances tous les deux. Ce n'est pas du tout un acteur, il est raide comme une potiche, mais c'est un bel homme, très grand et très gentil. »

- Comme pour les premiers James Bond 007 avec Sean Connery et les OSS 117 avec Kerwin Mathews ou Frederick Stafford, c'est Jean-Pierre Duclos qui double ces comédiens en français.

- Dans son livre, Jean Marais l'enfant terrible, Henri-Jean Servat écrit  [9] que Jean Marais aurait voulu interpréter le rôle de barbouze puis l'abandonna à l'acteur autrichien.

### Tournage
- Extérieurs au Brésil : Rio de Janeiro, Salvador de Bahia, Chutes d'Iguazú[8].
- Mylène Demongeot[8] : « Je retourne au Brésil[Note 1] avec Hunebelle tourner Furia à Bahia pour OSS 117. […] Nous prendrons un petit avion pour aller tourner la fin du film sur les magnifiques et énormes chutes d'Iguazú, qui font frontière avec l'Argentine, je crois… Pour un des derniers plans, un vieil homme nous emmène en barque à travers un dédale extrêmement dangereux jusqu'à un grand rocher plat où nous devons échanger un baiser passionné et… fin du film. […] Si le vieil homme se plante, nous dit-on, ne serait-ce que d'un mètre trop à droite ou trop à gauche, nous serons emportés par les courants et projetés dans les chutes sans aucune chance de pouvoir nous en sortir… c'est très impressionnant d'entendre cela. Lent trajet entre les rochers avec, en fond, le bruit de plus en plus assourdissant des chutes qui se rapprochent. Nous sommes étrangement silencieux… Et bien contents lorsque, plan tourné, nous aurons retrouvé les berges et l'équipe du film, soulagée elle aussi. »

## Distinction
Academy of Science Fiction, Fantasy and Horror Films 2018 : nomination pour le Saturn Awards de la meilleure collection en DVD/Blu-ray incluant cinq films « OSS 117 » : OSS 117 se déchaîne, Banco à Bangkok pour OSS 117, Furia à Bahia pour OSS 117, Atout cœur à Tokyo pour OSS 117 et Pas de roses pour OSS 117.